# Chalybeothemis
Chalybeothemis là một chi chuồn chuồn trong họ Libellulidae. Chi này có 3 loài, xuất hiện ở vùng Đông Nam Á.

## Các loài
- Chalybeothemis chini[1]
- Chalybeothemis fluviatilis[2]
- Chalybeothemis pruinosa[1]